# Epimecis amplaria
Epimecis amplaria là một loài bướm đêm trong họ Geometridae.